# 社会民主党 (中央アフリカ共和国)
社会民主党（しゃかいみんしゅとう、フランス語: Parti Social Démocratique、英語: Social Democratic Party）は、中央アフリカ共和国の政党。
2005年総選挙では、国民議会（105議席）で4議席を獲得した。
1999年大統領選挙では社会民主党は、党の候補としてEnoch Derant Lakouéを擁立した。選挙でアンジュ・フェリクス・パタセが当選すると大統領をめぐり離党者が相次いだ。